# Rachel Foster Avery
Rachel Foster Avery (30 de diciembre de 1858 - 26 de octubre de 1919) ; activa en el Movimiento sufragista femenino en EE. UU. durante fines del siglo XIX, trabajando estrechamente con Susan B. Anthony y con otros líderes del movimiento. Luego, se convertiría en la secretaria correspondiente de la Asociación Nacional Norteamericana de Sufragio, desempeñando un papel clave en la organización de reuniones, por todo el país.

## Biografía
Rachel Foster era aborigen de Pittsburgh, Pensilvania, de Julia Manuel Foster y de J. Heron Foster, el editor del Pittsburgh Dispatch. Sus padres eran pensadores progresistas; su padre adoptó la postura de que mujeres y hombres deberían recibir el mismo salario por el mismo trabajo, y su madre se convirtió en activista por el derecho al voto de las mujeres, formándose de la líder de los derechos de las mujeres Elizabeth Cady Stanton. Stanton celebró reuniones sufragistas en el hogar de los Foster, y la madre de Rachel se convirtió en vicepresidenta de la sociedad sufragista local. Después de la muerte de J. Heron Foster, en 1868, Rachel, su hermana Julia y su madre se mudaron a Filadelfia, donde se unieron a la "Asociación de Sufragio de ciudadanos".

## Carrera
Foster comenzó a escribir para periódicos a la edad de 17 años, enviando material a publicar, de California y de Europa al Pittsburgh Leader. Durante ese período, estudió en la Universidad de Zúrich.
Cuando cumplieron los 19 años de edad, Avery y su hermana mayor, Julia Foster, fueron nombradas vicepresidentas de la "Asociación Nacional de Sufragio de Mujeres de Pensilvania". Dos años más tarde, Avery fue elegida como secretaria nacional correspondiente de ese organismo, cargo que desempeñó posteriormente, con la excepción de dos años.
A los 21, asistió a la 11.ª convención de la Asociación Nacional pro Sufragio de la Mujer (NWSA acrónimo en inglés) y se involucró activamente en su trabajo, planificando y organizando más de una docena de reuniones de la asociación en todo el país, entre 1880 a 1881.

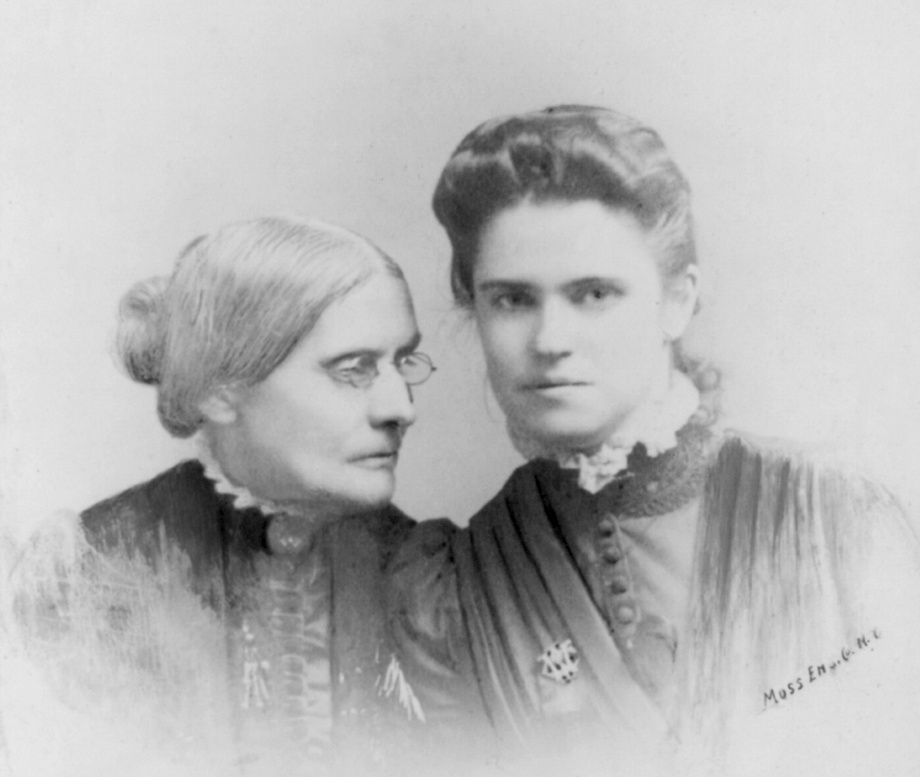
Rachel Foster Avery (der.) y Susan B. Anthony

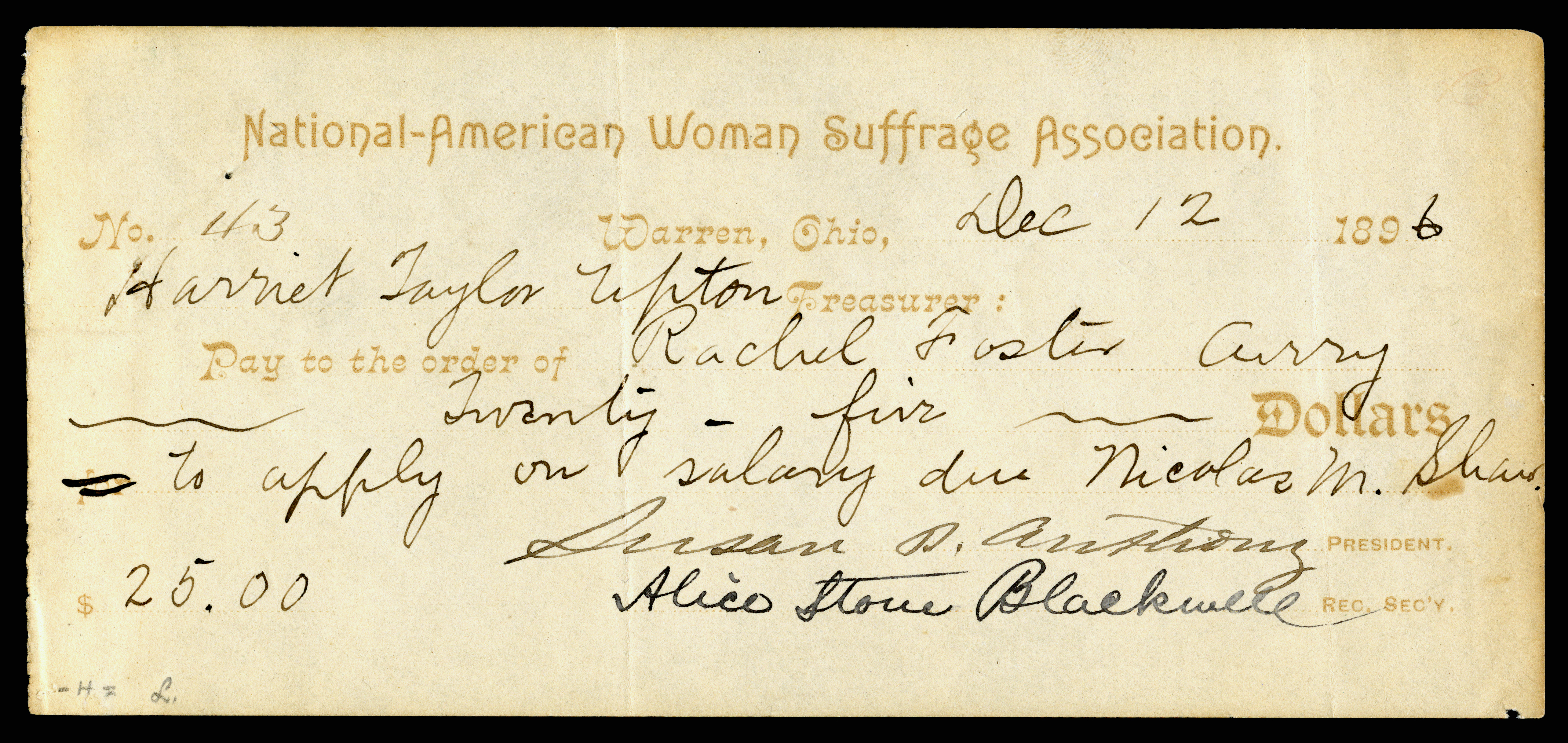
Un cheque de la NAWSA, a la orden de Avery, signado por su tesorera Harriet Taylor Upton, por Susan B. Anthony, y Alice Stone Blackwell.

En 1882, lideró la campaña de Nebraska por una enmienda para permitir que las mujeres votasen. Y, más tarde, difundió en todo el Estado de Pensilvania unas 20.000 copias de una conferencia del Gobernador John Hoyt de Wyoming, titulada "Los buenos resultados de la experiencia de trece años, del voto femenino en Wyoming".
En 1883, Foster viajó por Europa con la "Tía Susan", como ella llamaba a Susan B. Anthony. Viajaron por Francia, Italia, Alemania y Suiza.
En febrero de 1888, Foster organizó el Consejo Internacional de Mujeres (ICW) en la ciudad de Washington, D. C., bajo los auspicios de la Asociación Nacional de Sufragio de Mujeres. Una empresa importante, el Consejo atrajo a delegados de más de 50 organizaciones diferentes, de siete países.
En el mismo año, pocos meses después del gran Consejo Internacional de Mujeres, del cual Avery era secretaria, se casó con Cyrus Miller Avery, cuya madre, Rosa Miller Avery, era una conocida defensora del sufragio igualitario, sirviendo en su activismo sufragista, especialmente como escritora. Rachel y Cyrus fueron igualmente fuertes en su defensa del igual sufragio para hombres y mujeres; y, su ideal de iguales deberes e igualdad de derechos, se llevó a cabo en su vida familiar.
Más tarde, Foster ocuparía el cargo de secretaria correspondiente, de la Asociación Nacional de Sufragio de Mujeres, del Consejo Nacional de Mujeres y del Consejo Internacional de Mujeres.

## Vida personal
En 1887, adoptó una beba, a quien llamaron Miriam Alice Foster. El 8 de noviembre de 1888, Foster se casó con Cyrus Miller Avery (1854-1919), con quien se había reunido cuando él era delegado a la reunión del Consejo Internacional de Mujeres el año anterior. Su matrimonio fue realizado conjuntamente por un pastor masculino, Charles G. Ames de la Iglesia Unitaria, y una pastora, Anna Howard Shaw, una de las primeras mujeres en ser ordenadas como ministra metodista en EE. UU. Además de Miriam, la pareja tuvo dos hijos más, Rose Foster Avery y Julia Foster Avery.